# Aeroportul Big Spring McMahon-Wrinkle
Aeroportul Big Spring McMahon-Wrinkle (IATA: HCA, ICAO: KBPG, FAA LID: BPG) este un aeroport din Big Spring⁠(d), Comitatul Howard, Texas, Texas, Statele Unite ale Americii ce deservește zona Big Spring⁠(d). Aeroportul a fost tranzitat în 2017 de 2 pasageri. A fost numit după zona deservită.
Situat la o altitudine de 784 m, aeroportul dispune de 2 piste.

## Infrastructură

### Piste
Aeroportul dispune de 2 piste. Pista 06/24 are suprafața de asfalt și dimensiunile 4.601 picioare × 75 picioare. Pista 17/35 are suprafața de beton și dimensiunile 8.802 picioare × 100 picioare. 